# Vajtang IV de Georgia
Vajtang IV (en georgiano: ვახტანგ IV; c. 1413-diciembre de 1446), de la dinastía Bagrationi, fue rey de Georgia desde 1442 hasta su muerte.
Vajtang era el hijo mayor de Alejandro I de Georgia con su primera esposa Dulandukht. Fue elevado a la co-realeza por su padre en 1433. Cuando Alejandro I abdicó en 1442, Vajtang lo sucedió en el trono de Georgia, dejando a sus hermanos, Demetrio III y Jorge VIII, como coreyes. El gobierno de Vajtang se vio amenazado por la rivalidad entre los nobles y la inestabilidad general en el reino. Según el erudito georgiano del siglo XVIII Vakhushti de Kartli, Vajtang también enfrentó un ataque del príncipe turcomano Jahan Shah de los Kara Koyunlu. Vajtang se enfrentó con este en Ajaltsije, en el sur de Georgia, pero una lucha encarnizada no reveló un vencedor. Por la noche, Jahan Shah abandonó el campo de batalla y regresó a Tabriz.
Vajtang IV se casó con Sitikhatun, hija del príncipe Zaza I Panaskerteli en 1442, la sobrevivió por dos años y murió sin descendencia en 1446, siendo enterrado, junto con Sitikhatun, en la catedral de Bana en Tao (actual en Turquía). Fue sucedido por sus hermanos rivales Demetrio III y Jorge VIII. Esto marcó el comienzo de una lucha feroz y prolongada por la hegemonía en Georgia, que finalmente terminó con la partición del reino georgiano.